# Andronikus van Pannonië

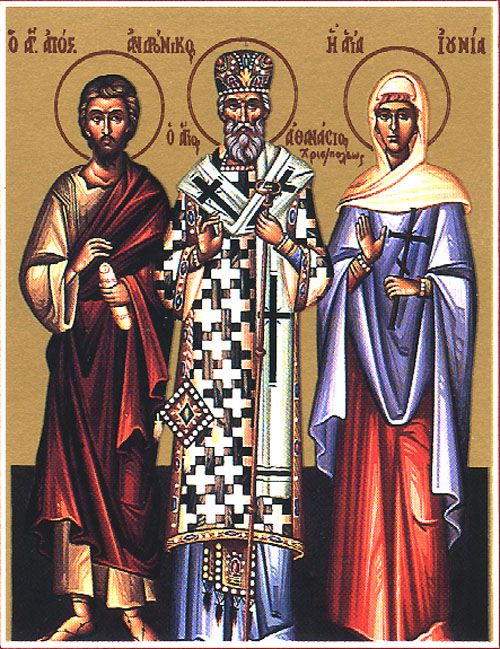
Andronikus, Athanasius van Christianoupolis en Junia

Andronikus van Pannonië (1ste eeuw na Chr.) was een vroege christen die in de kerktraditie wordt geïdentificeerd met een persoon in de Brief van Paulus aan de Romeinen. Hij wordt tot de Zeventig discipelen gerekend en in de Rooms-Katholieke Kerk en de Oosters-orthodoxe kerken vereerd als heilige. Volgens de overlevering was hij de eerste bisschop van Pannonië en zou hij daar als martelaar zijn gestorven. 
De relikwieën van Andronikus kwamen voor verering uiteindelijk terecht in Constantinopel. Zijn feestdag is 17 mei.

## Apostel?
Een zin uit Romeinen 16:7 heeft geleid tot de vraag of Andronikus een apostel was: "Doe ook de groeten aan Andronikus en Junia, mijn landgenoten, die samen met mij gevangen hebben gezeten. Zij zijn aanzienlijke apostelen en geloofden al eerder in Christus dan ik." Volgens de regels van het Grieks kan de laatste zin zowel betekenen dat Junia en Andronikus "aanzienlijke apostelen" waren als dat zij "in aanzien waren" bij de apostelen. De suggestie dat Junia een vrouwelijke apostel zou zijn geweest, heeft tot veel discussie geleid. 